# Disputa Antiqua-Fraktur

Antiqua

Fraktur

La disputa Antiqua-Fraktur fu una controversia tipografica del XIX e XX secolo tedesco.
In molti paesi europei i caratteri gotici, come la scrittura Fraktur sparirono dopo la creazione dei caratteri Antiqua. Al contrario in Germania entrambi i caratteri coesistettero fino alla prima metà del XX secolo.
Durante questo tempo entrambi i caratteri assunsero in Germania connotati ideologici, il che diede luogo a lunghe ed astiose dispute su quale fosse il carattere “corretto” da usare.

## Storia

### Origini
Storicamente la disputa ha origine dai differenti utilizzi di questi due caratteri in alcuni testi intellettuali; per i testi latini, venivano normalmente usati i caratteri Antiqua, mentre quelli Fraktur erano usati di preferenza per i lavori scritti in tedesco. In origine questo non aveva altro significato che quello di convenzione.

### XIX secolo
L'apice in questa disputa fu raggiunto per la prima volta nell'anno 1800, un periodo nella storia della Germania in cui si tentò per la prima volta di definire quali valori culturali fossero comuni a tutti i tedeschi. Vi fu un grande impegno per definire i canoni della letteratura nazionale tedesca — ad esempio per la raccolta di fiabe dei fratelli Grimm — e di creare una grammatica tedesca unificata.
Nel contesto di queste discussioni, i due caratteri tipografici furono sempre più schierati: l'Antiqua venne visto come “non–tedesco” e fu ritenuto rappresentante di caratteristiche come “superficiale”, “leggero” e “poco serio”.
In alternativa la Fraktur, con la sua scrittura “nera” e densa, fu identificato come portatore delle virtù tedesche quali profondità e sobrietà.
Durante il Romanticismo, dal quale il Medioevo veniva glorificato, la scrittura Fraktur ebbe in più la (storicamente scorretta) interpretazione di rappresentante del gotico tedesco.
La madre di Goethe consigliò il figlio, che utilizzava l'Antiqua, di rimanere — “per amor di Dio” — tedesco anche nella scrittura delle sue lettere (nelle quali, naturalmente, riprese ad usare la Fraktur).
Otto von Bismarck fu un forte sostenitore dei caratteri tedeschi. Rifiutava di ricevere in dono libri tedeschi in caratteri Antiqua e li restituiva al donatore con la frase Deutsche Bücher in lateinischen Buchstaben lese ich nicht! (libri tedeschi in caratteri latini io non ne leggo!), citata da Reinecke.

### XX secolo
La disputa tra l'Antiqua e la Fraktur continuò nel XX secolo. Gli argomenti a favore della Fraktur non erano solamente basati su una percezione storica e culturale ma anche sul fatto che la Fraktur veniva considerata più adatta per la stampa in tedesco e in altre lingue germaniche, essendo più leggibile dell'Antiqua per questo scopo.
Una pubblicazione del 1910 di Adolf Reinecke, Die deutsche Buchstabenschrift, rivendicava i seguenti vantaggi della scrittura tedesca:
- La scrittura tedesca è una vera scrittura per la lettura: è più leggibile, cioè le figure delle lettere sono più chiare rispetto alla scrittura latina.
- La scrittura tedesca è più compatta nella stampa, il che è un vantaggio per un rapido riconoscimento delle lettere mentre si legge.
- La scrittura tedesca è maggiormente adatta per la lingua tedesca, così come è più adatta alle caratteristiche del tedesco rispetto alla scrittura latina.
- La scrittura tedesca non causa miopia ed è più salutare per gli occhi rispetto alla scrittura latina.
- La scrittura tedesca è più adatta allo sviluppo; la scrittura latina è incisa nella roccia.
- La scrittura tedesca può essere letta in tutto il mondo, in quanto viene usata come scrittura ornamentale.
- La scrittura tedesca rende facile agli stranieri l'apprendimento del tedesco.
- La scrittura latina sta perdendo gradualmente la sua funzione di scrittura internazionale a causa del successo del mondo anglosassone (in questo punto l'autore afferma che gli anglosassoni del Regno Unito, degli Stati Uniti e dell'Australia sono ancora abbastanza “germanici” per annichilire il sogno degli scriventi in latino di un “mondo a scrittura latina”).
- L'utilizzo della scrittura latina per la lingua tedesca aiuta l'infestazione da parole straniere.
- La scrittura tedesca non impedisce la diffusione della lingua e della cultura tedesca in altri paesi.

Il 4 maggio 1911 un picco nella controversia fu raggiunto durante un voto al Reichstag. Il Verein für Altschrift (‘società per la scrittura antica’), che sosteneva l'Antiqua, propose di rendere l'Antiqua il carattere ufficiale (la Fraktur era stato il carattere ufficiale della fondazione dell'Impero tedesco) e di non insegnare più la Kurrent tedesca nelle scuole. Dopo un lungo, e in alcuni momenti acceso, dibattito la proposta fu respinta per 85 contro 82 voti.

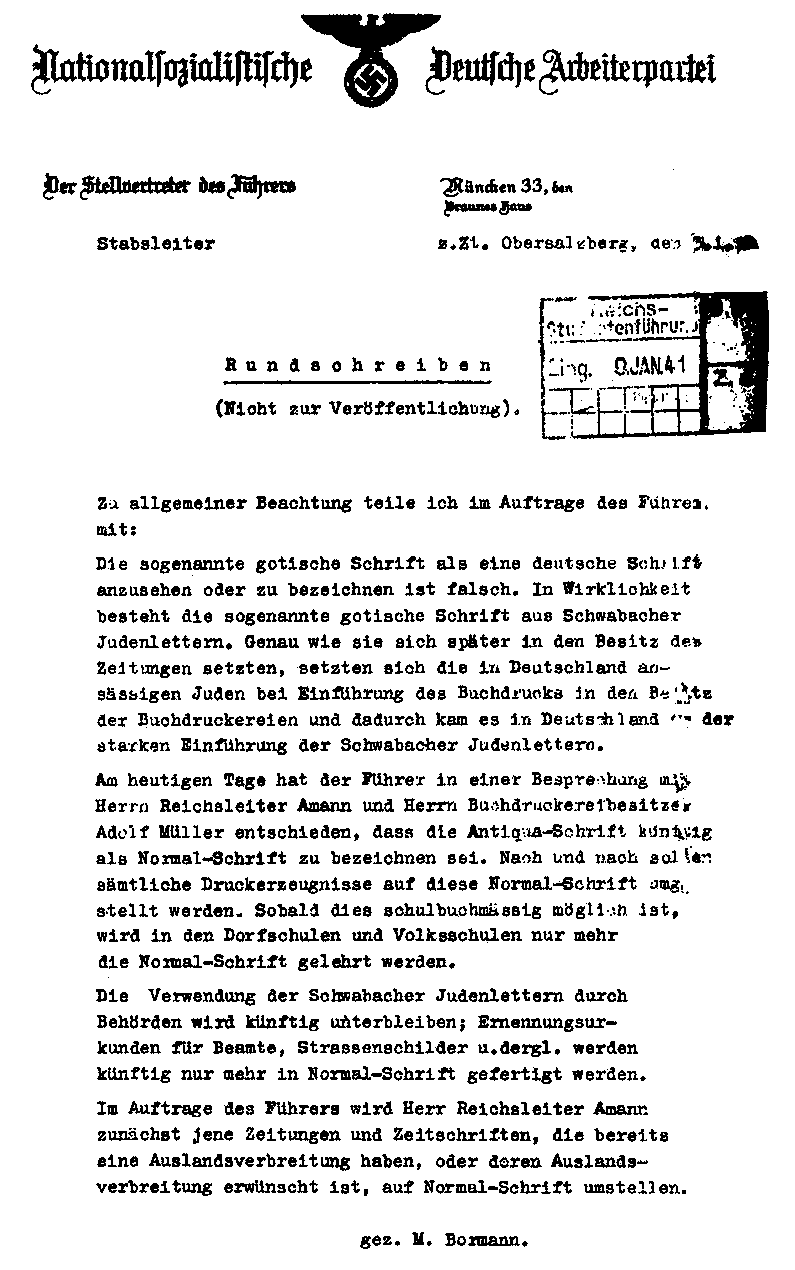
Decreto di Martin Bormann del 3 gennaio 1941 che impone l'Antiqua (“Normal-Schrift”) come carattere ufficiale.

Il carattere Fraktur ebbe un uso fortemente diffuso durante il periodo nazista. Dopo essere stato propagandato come il solo autentico esempio di scrittura tedesca fu vietato nel 1941 con un Schrifterlass (decreto sulla scrittura) e dichiarato Schwabacher Judenlettern (“scrittura giudaica Schwabacher”)
Si suppone che la ragione di questo cambiamento d'idea sia stato il fatto che l'Antiqua era molto più comprensibile per i popoli che vivevano nelle aree occupate, mentre il carattere Fraktur non era molto conosciuto al di fuori dei paesi di lingua tedesca.
Questa ipotesi è contraddetta dal fatto che i nazisti abbiano stampato libri, giornali e vari testi destinati all'estero in Antiqua per molto tempo. Di conseguenza, sarebbero stati in grado di stampare tutto il necessario alle zone occupate in Antiqua senza che ci fosse bisogno di cambiare lo stile di carattere in uso nelle zone di lingua tedesca.
Verosimilmente fu Adolf Hitler la causa del divieto. Sembra, infatti, che avesse in antipatia il font Fraktur, come dimostra la seguente dichiarazione fatta al Reichstag nel 1934:
Il decreto di Bormann del 3 gennaio 1941, inizialmente, proibiva l'uso dei soli caratteri gotici. L'utilizzo della Kurrent (gotico corsivo) fu proibito da una seconda circolare, così come quello della Sütterlin, che era stato introdotto solo dagli anni venti. Dall'anno accademico 1941/42 in avanti della sola Normalschrift (“scrittura normale”) fu permesso l'uso e l'insegnamento, il quale a questo punto veniva già insegnato assieme alla scrittura Sütterlin sotto il nome di “scrittura latina”. In ogni caso la Kurrent rimase ancora in uso fino al 1945 sulle insegne delle SS (nomi delle Divisioni–SS ecc.) e in alcuni altri casi.

### Dopo la seconda guerra mondiale
Dopo la seconda guerra mondiale la scrittura Sütterlin fu ancora una volta insegnata nelle scuole di alcuni stati come scrittura aggiuntiva ma non poteva resistere a lungo contro la scrittura corsiva latina. Dato che poche persone riescono a leggere la scrittura corsiva tedesca, molte vecchie lettere, diari ecc. rimangono inaccessibili per tutti al di fuori dei tedeschi anziani. Per molti dei tedescofoni ciò significa avere difficoltà a decifrare lettere, diari o certificati dei propri genitori o nonni.
La scrittura Fraktur è presente oggigiorno tramite le insegne stradali, dei pub, marchi della birra e altre forme di pubblicità, dove viene usata per dare un senso di rusticità e antichità. L'ignoranza diffusa della Fraktur si evidenzia anche dai molti errori che vengono fatti, come l'uso frequente della s rotonda al posto della S lunga all'inizio di una sillaba, gli sbagli nell'impiego delle legature obbligatorie della Fraktur, o l'utilizzo di lettere dalla forma molto simile a quelle dell'Antiqua per alcune lettere di lettura particolarmente difficile nella forma originale Fraktur. Libri interamente stampati in Fraktur sono oggi creati per casi particolari. Siccome molte persone hanno difficoltà a leggere il gotico, possono avere problemi ad accedere alle edizioni antiche di opere letterarie tedesche.
Attualmente, poche organizzazioni come il Bund für deutsche Schrift und Sprache continuano ad essere a favore dell'uso della Fraktur, sottolineandone l'eredità culturale e storica e i vantaggi quando usata per stampare i lavori in lingua tedesca. Queste organizzazioni sono piccole, a volte settarie, e non particolarmente conosciute in Germania.